# Part d'usuari XDSI
La part d'usuari RDSI (Xarxa digital de serveis integrats) o ISUP forma part del sistema de senyalització núm. 7 (SS7), que s'utilitza per configurar trucades telefòniques a la xarxa telefònica commutada pública (PSTN). Està especificat per la ITU-T com a part de la sèrie Q.76x.
Quan s'estableix una trucada telefònica d'un abonat a un altre, es podrien implicar diverses centrals telefòniques, possiblement a través de les fronteres internacionals. Per permetre que una trucada es configure correctament, quan s'admet ISUP, un commutador indicarà informació relacionada amb la trucada, com ara el número de la persona trucada, al següent commutador de la xarxa mitjançant missatges ISUP.
| 8                              | 7          | 6          | 5          | 4                    | 3                    | 2                    | 1                    |
| ------------------------------ | ---------- | ---------- | ---------- | -------------------- | -------------------- | -------------------- | -------------------- |
| Etiqueta de ruta ...           |            |            |            |                      |                      |                      |                      |
| CIC 8 bits menys significatius |            |            |            |                      |                      |                      |                      |
| Encoixinat                     | Encoixinat | Encoixinat | Encoixinat | CIC Most Sig. 4 bits | CIC Most Sig. 4 bits | CIC Most Sig. 4 bits | CIC Most Sig. 4 bits |
| Tipus de missatge              |            |            |            |                      |                      |                      |                      |
| Part fixa obligatòria ...      |            |            |            |                      |                      |                      |                      |
| Part variable obligatòria ...  |            |            |            |                      |                      |                      |                      |
| Part opcional ...              |            |            |            |                      |                      |                      |                      |

Les centrals telefòniques es poden connectar mitjançant troncals T1 o E1 que transporten la parla de les trucades. Aquests troncs es divideixen en intervals de temps de 64 kbit/s, i un interval de temps pot portar exactament una trucada. Independentment de quines instal·lacions s'utilitzen per interconnectar commutadors, cada circuit entre dos commutadors s'identifica de manera única mitjançant un codi d'identificació de circuits (CIC) que s'inclou als missatges ISUP. L'intercanvi utilitza aquesta informació juntament amb la informació de senyalització rebuda (especialment el número de la part trucada) per determinar quins circuits entrants i sortints s'han de connectar junts per proporcionar un camí de veu d'extrem a extrem.
A més de la informació relacionada amb la trucada, ISUP també s'utilitza per intercanviar informació d'estat i permetre la gestió dels circuits disponibles. En el cas que no hi hagi cap circuit de sortida disponible en una central concreta, s'envia un missatge d'alliberament als commutadors anteriors de la cadena.

## Variants ISUP
Existeixen diferents variants d'ISUP. ITU-T especifica la variant utilitzada a la xarxa internacional. A Europa, ETSI llança la seva pròpia especificació ISUP que és propera a la de la ITU-T. ITU-T ISUP s'utilitza per a connexions internacionals i és la base per a algunes variants nacionals d'ISUP. La majoria dels països tenen la seva pròpia variació d'ISUP per cobrir els requisits nacionals. ANSI especifica les variacions d'ISUP utilitzades sota el Pla de numeració nord-americà; tanmateix, alguns països sota la NANP difereixen pel que fa al suport d'alguns procediments (per exemple, LATA no té sentit dins del Canadà. A més, els RBOC admeten procediments Telcordia no especificats completament per ANSI). Alguns països fora de la NANP admeten variants basades en ANSI (per exemple, Mèxic).
Tot i que aquestes variacions d'ISUP difereixen de maneres subtils, la gran majoria dels tipus de missatge ISUP, el tipus de paràmetre i els punts de codi de camp de paràmetres, i els procediments fonamentals de processament de trucades relacionats, coincideixen en totes les variants.

## Format del missatge
El camp d'informació de senyalització (SIF) per a totes les unitats de senyal de missatge (MSU) ISUP conté els components següents:
- Etiqueta de ruta
- Codi d'identificació del circuit
- Tipus de missatge
- Part fixa obligatòria
- Part variable obligatòria
- Part opcional

L'etiqueta d'encaminament indica els codis de punt dels nodes d'origen i de destinació de la xarxa; també inclou el camp Selecció d'enllaç de senyalització que s'utilitza per seleccionar entre les múltiples rutes que una MSU podria prendre entre dos nodes.

## Tipus de missatges
Un missatge ISUP conté una capçalera fixa que conté el codi d'identificació del circuit i el tipus de missatge ISUP, seguit d'una part de paràmetres de longitud fixa obligatòria, una part de paràmetres de longitud variable obligatòria i una part de paràmetres opcional que depenen del tipus de missatge. enviat. Els missatges ISUP es poden enviar mitjançant els serveis de la part de transferència de missatges o, amb menys freqüència, la part de control de connexió de senyalització. Aquests missatges es transmeten en diverses etapes de configuració i alliberament de la trucada. Els missatges més comuns són: 
- Missatge d'adreça inicial (IAM) — Primer missatge enviat per informar el commutador de soci que s'ha d'establir una trucada al CIC que conté el missatge. Conté el número trucat, el tipus de servei (de veu o de dades) i els paràmetres opcionals.
- Missatge d'adreça posterior (SAM) — per a xarxes que admeten procediments de marcatge superposats i, en el cas que l'IAM no inclogués el número trucat complet, segueixen un o més SAM amb dígits addicionals. Aquest missatge no és compatible amb xarxes que només admeten procediments de marcatge en bloc.
- Missatge d'adreça completa (ACM) — missatge retornat des de l'interruptor de terminació quan s'arriba a l'abonat i el telèfon comença a sonar, o quan la trucada travessa un punt d'interfuncionament i s'apodera de la troncal intermèdia.
- Progrés de la trucada (CPG) — conté informació addicional sobre el progrés d'una trucada. Normalment s'envia després de l'ACM quan l'estat de la trucada canvia de l'informat a l'ACM.
- Missatge de resposta (ANM) — s'envia quan l'abonat agafa el telèfon, es connecta un recurs o un punt d'interfuncionament retorna la supervisió de la resposta. Normalment, la càrrega comença en aquest moment. Cal que la trucada es talli en ambdues direccions en aquest punt.
- Connectar (CON) — S'envia quan la trucada és contestada per un terminal automàtic. Aquest missatge substitueix l'ACM, CPG i ANM per a les trucades que s'atenen per terminals automàtics.
- Alliberament (REL) — enviat per esborrar la trucada quan un subscriptor colga. També s'envia (en resposta directa a un IAM) si l'interruptor de finalització determina que la trucada no es pot completar. En qualsevol cas, l'interruptor final proporciona un valor de causa al missatge per explicar el motiu de l'alliberament, per exemple, "Usuari ocupat".
- Release complete (RLC) — Confirmació de l'alliberament: el circuit està inactiu després i es pot utilitzar de nou.